# شننی (تطاوین)
شننی (به عربی: شننی) یک منطقهٔ مسکونی در تونس است که در استان تطاوین واقع شده‌است.